# Ragnar Skorpen
Ragnar Skorpen, född 13 juni 1927 i Kinn kommun, Norge, är en norsk målare och grafiker.
Han är son till fiskaren Berent Skorpen och barnmorskan Laura Sundal och gift med Katalin Hidas. Skorpen arbetade först som fiskare innan han 1952–1954 studerade konst vid Dahls målarskola i Bergen och Engebrets målarskola i Oslo 1954–1956 därefter studerade han för Torsten Renqvist och Poul Ekelund vid Valands målarskola i Göteborg 1956–1959. Separat ställde han bland annat ut på Maneten i Göteborg och han medverkade i Göteborgs konstförenings Decemberutställningar på Göteborgs konsthall. Hans konst består av landskap utförda i olja eller akvarell samt arbeten i mosaik och stucco lustro.